# Hypenetes miles
Hypenetes miles är en tvåvingeart som beskrevs av H. Oldroyd 1974. Hypenetes miles ingår i släktet Hypenetes och familjen rovflugor. Inga underarter finns listade i Catalogue of Life.